# Децист
«Демократичного централізму» група («децисти») — ідеологічне угруповання (організаційно не оформлене) в РКП(б), опозиційне ленінському ЦК. Виникло напередодні IX з'їзду РКП(б), 29 березня — 5 квітня 1920, під час дискусії про визначення форм і методів промислового управління. Його члени виступали проти принципу єдиноначальності економічного управління та інших заходів мілітаризації економіки, запропонованих у тезах В.Леніна і Л.Троцького. "Д.ц."г. була виразницею протесту низових партійних працівників проти диктату верхівки комуністичної партії.
Проти пропозицій ЦК РКП(б) виступила, зокрема, більшість керівників українських партійних організацій. Так, на 4-й Всеукраїнській конференції КП(б)У 17–23 березня 1920 117 із 207 делегатів при 4, які втрималися, проголосували за платформу секретаря Харківської обласної організації Т.Сапронова, який пропагував посилення безпосередньої участі робітників в управлінні промисловими підприємствами шляхом збереження його (управління) колегіальності. Щоправда, управлінські колегії Т.Сапронов розглядав лише як тимчасові органи політичного контролю за адміністративною діяльністю "буржуазних" спеціалістів, "доки у влади немає достатньої кількості кваліфікованих комуністичних фахівців". Інший "децист" – Гандзей – заперечував проти усунення профспілок від участі в промисловому управлінні. За дорученням комуністів-залізничників Південної, Півд.-Донецької і Катерининської залізниць він вимагав надати профспілкам "право представництва кандидатів у комісари", і для цього "відкрити цілу мережу" курсів "червоних фахівців" та дозволити з'їзди залізничників-комуністів для вирішення важливих питань. Пропозиції Гандзея і Т.Сапронова підтримали комуністи Рафаїл (Р.Фабман), С.Мінін і В.Чубар.
Зауваження "децистів" щодо платформи ЦК РКП(б) зводилися до критики: 
- абсолютної централізації промислового управління та
- впровадження надзвичайних форм організації господарського життя (трудові армії і т. ін.).

Жоден із делегатів не піддав сумніву засади більшовицької диктатури. Не випадково Й.Сталін, який робив на конференції доповідь по тезах Л.Троцького, інформував ЦК РКП(б), що жоден із делегатів не намагався протиставити тезам ЦК РКП(б) будь-яку свою резолюцію. Платформу Харківської обласної партійної організації він оцінив як додаток до резолюції 7-го Всеросійського з'їзду рад (5–9 грудня 1919), на якому розглядалися питання, порушені в тезах ЦК щодо чергових завдань господарського будівництва.
Політбюро ЦК РКП(б) не погодилося з оцінкою Й.Сталіна. Платформу "децистів", що обґрунтовувала ідею лібералізації командно-адміністративної системи господарського управління, було визнано політично небезпечною. У зв'язку з цим 24 березня розпущено ЦК КП(б)У, склад якого було обрано на 4-й Всеукраїнській конференції переважно з "децистів". Замість нього призначили тимчасове бюро ЦК виключно з прихильників В.Леніна і Л.Троцького. Керівний склад найголовніших партійних осередків оновили за рахунок новоприбулих із РСФРР (понад 1000 відповідальних партійних працівників), а весь склад республіканської партійної організаціїції пройшов перереєстрацію (іншими словами – партійну чистку).